# GY Водолея
GY Водолея (лат. GY Aquarii) — одиночная переменная звезда в созвездии Водолея на расстоянии приблизительно 13340 световых лет (около 4090 парсеков) от Солнца. Видимая звёздная величина звезды — от +14,5m до +13,1m.

## Характеристики
GY Водолея — пульсирующая переменная звезда типа RR Лиры (RRAB).